# Elecciones presidenciales de Austria de 1957
Las elecciones presidenciales de Austria de 1957 tuvieron lugar el 5 de mayo del mencionado año tras la muerte de Theodor Körner en el cargo, a muy pocos meses de terminar su mandato. La elección fue puramente bipartidista entre el Partido Socialdemócrata de Austria (SPÖ), que presentó a Adolf Schärf como candidato, y el Partido Popular de Austria (ÖVP), que presentó a Wolfgang Denk. La candidatura de Denk fue apoyada a su vez por el Partido de la Libertad de Austria (FPÖ).
A pesar de que la alianza conservadora ÖVP-FPÖ había ganado las elecciones legislativas realizadas tan solo unos meses atrás, el Partido Socialdemócrata retuvo la presidencia de la república al imponerse Schärf por menos de 99.000 votos, porcentualmente recibiendo el 51.12% contra el 48.88% de Denk. La participación fue del 97.16% del electorado registrado, aún más alta que la de las anteriores elecciones.

## Resultados
|  | 51.12 % |

|  | 48.88 % |

|  | 98.18 % |

|  | 1.82 % |

|  | 100.00 % |

|  | 97.16 % |